# Шеј Мичел
Шенон Ешли Гарсија Мишел (енгл. Shannon Ashley Garcia Mitchell; Мисисога, 10. април 1987), позната као Шеј Мичел (енгл. Shay Mitchell), канадска је глумица и предузетница. Позната је по улози Емили Филдс у серији Слатке мале лажљивице (2010—2017).

## Биографија
Шеј Мичел је рођена као Шенон Ешли Мичел 10. априла 1987. године у канадском граду Мисисоги, у породици шкотских, ирских, хиспанских и филипинских корена. Њена мајка је пореклом са Филипина, а са деветнаест година је емигрирала у Канаду. Њена рођака је позната бродвејска певачица и глумица Леа Салонга.
Пре него што се бавила глумом, бавила се манекенством и радила у светским метрополама као што су Бангкок, Хонг Конг и Барселона. Од 2010. године тумачи лик Емили Филдс у популарној телевизијској серији Слатке мале лажљивице, која се у Србији од 2015. године приказује на каналу Фокс лајф.
Мичелова је блиска пријатељица глумице Ешли Бенсон, која такође игра једну од главних улога у серији Слатке мале лажљивице. Године 2015. заједно са Микаелом Блејни објавила је роман Bliss.

## Филмографија
| Улоге Шеј Мичел |                          |               |             |                          |
| Година          | Српски назив             | Изворни назив | Улога       | Напомена                 |
| 2008.           |                          |               | Алисон      | Краткометражни филм      |
| 2009.           | Деграси: Нова генерација |               | Манекенка   | ТВ серија                |
| 2010.           |                          |               | Манекенка   | Краткометражни филм      |
| 2010.           |                          |               | Девојка     | ТВ серија                |
| 2010-2017.      | Слатке мале лажљивице    |               | Емили Филдс | ТВ серија, 2010–тренутно |
| 2010.           |                          |               | Ирина Вебер | ТВ серија                |
| 2012.           |                          |               | Девојка     | ТВ серија                |
| 2013.           |                          |               | Шеј         | ТВ мини-серија           |
| 2014.           |                          |               | Мариса      | Краткометражни филм      |
| 2016.           | Она ми је све            |               | Тина        |                          |
| 2016.           |                          |               | Никол       |                          |
| 2018.           | Запоседнутост Хане Грејс |               | Меган Рид   |                          |